# Il segno dei quattro
Il segno dei quattro (The Sign of the Four o The Sign of Four) è il secondo dei quattro romanzi di Arthur Conan Doyle con protagonista il detective Sherlock Holmes. Venne pubblicato nel 1890 e riscosse immediatamente un enorme successo in Gran Bretagna e negli Stati Uniti, restando uno dei più importanti casi che vedono in azione il celebre investigatore e il suo fido aiutante dottor Watson.

## Trama
Sherlock Holmes viene ingaggiato dalla signorina Mary Morstan, il cui padre, militare in India, aveva trovato un tesoro, all'insaputa della figlia, ma nel momento di tornare era scomparso senza mai giungere a casa. Dopo quattro anni dalla scomparsa, la signorina Morstan ricevette una perla e da allora ne riceve una ogni anno, nello stesso giorno. La ragazza si è recata da Holmes perché l'autore di questi regali l'aveva contattata per incontrarla. Holmes e Watson la accompagnano all'appuntamento, il loro ospite è il signor Thaddeus Sholto, figlio di un amico del padre di Mary. Il vecchio Sholto e Morstan avevano trovato anni prima il tesoro, ma durante una lite Morstan aveva avuto un attacco di cuore ed era morto; quando morì anche il padre di Sholto, i figli ebbero l'incarico di ritrovare il tesoro nascosto nella casa e darne una parte a Mary.
Vi erano però vari misteri legati a quel tesoro. Ad esempio, il padre di Sholto aveva una grandissima paura degli uomini con una gamba di legno; aveva anche sparato – in un attacco di paura – ad uno zoppo, che poi si era rivelato un semplice commesso viaggiatore. Il giorno della sua morte la sua camera era stata messa in disordine e sul suo cadavere vi era un biglietto con su scritto: "Il segno dei quattro". La sera stessa della visita a Thaddeus, Holmes, Mary e Watson si recano dal fratello gemello di Sholto, Bartholomew, che aveva ritrovato il tesoro nascosto dal padre. Lo trovano però assassinato da una spina avvelenata, inoltre il tesoro è stato rubato.
Mentre sopraggiunge l'incapace ispettore di polizia Athelney Jones, che arresta Thaddeus, la governante ed un altro domestico, sul luogo del delitto Holmes e Watson trovano degli indizi: delle impronte su tutto il pavimento di un uomo con una gamba di legno e delle impronte più piccole, che si scopriranno appartenere ad un indigeno delle isole Andamane. Sherlock Holmes e Watson seguono le tracce dei due assassini grazie all'aiuto di un cane, Toby, che li guida fiutando l'odore di creosoto fino ad un "porto" dove scoprono che un uomo con una gamba di legno era partito da poco con una barca veloce. In breve Holmes spiega anche a Watson chi sono gli assassini, ma non riesce a comprendere il loro movente.
Dopo numerose ricerche ed un lungo inseguimento in barca, Holmes riesce ad arrestare l'uomo dalla gamba di legno e ad uccidere il suo misterioso compagno, l'indigeno Tonga, che aveva attentato alla vita di Holmes con una delle sue frecce avvelenate. Prima di essere arrestato, Jonathan Small, l'uomo dalla gamba di legno, lascia cadere il tesoro nel fiume in modo che non possa più essere trovato. Small racconta in seguito che il tesoro gli spettava di diritto, poiché era stato lui insieme a tre sikh suoi compagni a rubarlo durante la rivolta dei Sepoy (uccidendo chi lo aveva in consegna), finendo per questo ai lavori forzati nelle isole Andamane; per questo lasciava messaggi firmati "il segno dei quattro". In seguito il padre di Mary e Sholto rubarono il tesoro e Jonathan Small evase dal carcere per riprenderselo a tutti i costi. Afferma infine che non aveva intenzione di uccidere il figlio di Sholto, ma Tonga l'aveva assassinato senza pietà. Watson, colpito dalla bellezza e dal coraggio della signorina Morstan, le chiede di sposarlo e lei accetta.

## Trasposizioni
Il romanzo ha avuto diversi adattamenti cinematografici e televisivi, tra cui:
- Sherlock Holmes Solves the Sign of the Four, regia di Lloyd Lonergan (1913) (USA)
- The Sign of Four, regia di Maurice Elvey (1923) (UK)
- Il segno dei quattro (The Sign of Four), regia di Graham Cutts (1932) (UK)
- The Sign of Four, regia di William Sterling (1968)
- Das Zeichen der Vier (Le Signe des quatre), regia di Jean-Pierre Decourt (1974) (Francia, Germania Ovest)
- Il segno dei quattro, regia di Desmond Davis (1983) (UK)
- Il segno dei quattro (Sherlock Holmes and the Sign of Four) (1983), animazione
- Приключения Шерлока Холмса и доктора Ватсона: Сокровища Агры, regia di Igor Maslennikov (1983) (URSS)
- Il segno dei quattro, regia di Peter Hammond (1987) (UK)
- Sherlock Holmes - Il mistero del crocifero di sangue (The Crucifer of Blood), regia di Fraser Clarke Heston (1991)
- Il segno dei quattro (The Sign of Four), regia di Rodney Gibbons (2001) (Canada) filmTV
- Il segno dei tre (2014), episodio della serie televisiva Sherlock

## Edizioni italiane
- Il Segno dei Quattro, Firenze, Salani, 1908
- Il Segno dei Quattro, trad. Maria Duca Buitoni, BUR, Milano, Rizzoli, 1948; Prefazione di Giovanni Arpino, BUR, 1980.
- Il Segno dei Quattro, trad. Maria Gallone, Milano, Mondadori, 1958
- Il segno dei quattro, trad. Renato Prinzhofer, Milano, Mursia, 1973
- Il segno dei Quattro, in Tutto Sherlock Holmes, traduzione di Nicoletta Rosati Bizzotto, Roma, Newton Compton, 1991.
- Il segno dei Quattro, Grandi Gialli, Rusconi Libri, 2010, ISBN 978-88-18-02703-7.
- Il segno dei quattro, trad. M. Belvisi, Dalai, Milano, 2011, ISBN 978-88-607-3963-6
- Il segno dei quattro, trad. C. De Bartolomeo, Biancoenero, 2011, ISBN 978-88-899-2134-0
- Il segno dei quattro, trad. Giancarlo Carlotti, Milano, Feltrinelli, 2016, ISBN 978-88-0790-256-7